# Zsabjani
Zsabjani (macedónul: Жабјани) település Észak-Macedóniában, a Pelagonijai körzet Dolneni járásában.

## Népesség
| Lakosok száma | 67   | 42   | 71   | 51   | 56   | 49   |
|               | 1948 | 1971 | 1981 | 1991 | 2002 | 2021 |

2002-ben 56 lakosa volt, akik közül 55 macedón és 1 szerb.